# Fort Galle
Fort Galle (syn. ගාලු කොටුව Galu Kotuwa) – zespół umocnień znajdujący się w mieście Galle na południowo-zachodnim wybrzeżu Sri Lanki. Twierdza została wzniesiona przez Portugalczyków w 1588 roku, a następnie, od 1649 roku, była rozbudowywana oraz umacniana przez Holendrów. Obiekt stanowi cenny zabytek o istotnym znaczeniu historycznym, archeologicznym oraz architektonicznym. Mimo upływu ponad 437 lat od jego powstania, dzięki regularnym pracom rekonstrukcyjnym prowadzonym przez Archeologiczny Departament Sri Lanki fort znajduje się w doskonałym stanie.
Fort Galle ma bogatą historię, a współcześnie zamieszkuje go wieloetniczna i wieloreligijna społeczność. Rząd Sri Lanki oraz wielu Holendrów, którzy wciąż są właścicielami nieruchomości wewnątrz fortu, rozważają uczynienie go jednym z nowoczesnych cudów świata. Wartość dziedzictwa Fortu Galle została doceniona przez UNESCO, które wpisało go na listę światowego dziedzictwa. Zabytek został uznany za wyjątkowy przykład „zestawienia urbanistycznego, które ilustruje interakcję europejskiej architektury i tradycji Azji Południowej od XVI do XIX wieku”, spełniając kryterium IV.
Fort Galle, znany również jako Fort Holenderski lub „Mury Galle”, przetrwał tsunami, które miało miejsce w Boże Narodzenie w 2004 roku i zniszczyło część wybrzeża miasta Galle. Po tym wydarzeniu fort został odrestaurowany.

## Położenie
Fort Galle znajduje się na skalistym cyplu na południowo-zachodnim wybrzeżu Sri Lanki, w mieście Galle. Jego usytuowanie miało istotne znaczenie strategiczne, co umożliwiło stworzenie ufortyfikowanego miasta. Fortyfikacje te zostały zaprojektowane w sposób dostosowany do naturalnej morfologii terenu, uwzględniając występujące na cyplu wychodnie skalne. Otoczenie morskie oraz krajobraz przybrzeżny stanowią integralną część walorów krajobrazowych i historycznych tego obiektu.

## Etymologia
Istnieje kilka wersji etymologii słowa „Galle” w nazwie fortu. Jedna z teorii sugeruje, że pochodzi ono od portugalskiego słowa gallo, oznaczającego koguta. Inna wersja wskazuje na syngaleskie słowo gaala, które oznacza stado bydła lub miejsce, w którym je hodowano.

## Historia

### Przed powstaniem fortu
Lokalizacja, w której powstał Fort, już w okresie przedkolonialnym pełniła funkcję dobrze rozwiniętego portu morskiego. Zawijały do niego statki pochodzące z Chin, Indii oraz Wybrzeża Arabskiego, co było związane z jego usytuowaniem wzdłuż istotnych szlaków żeglugowych Oceanu Indyjskiego. Jedne z najwcześniejszych wzmianek o tym obszarze znajdują się na mapie opracowanej przez Ptolemeusza w II wieku. Informacje o Galle pojawiają się także w relacji podróżniczej Kosmasa Indikopleustesa z 545 roku, zawierającej opis jego pobytu w tym miejscu. Obecność zagranicznych kupców w regionie potwierdzają źródła pisemne oraz ryciny pochodzące z XIV wieku. Ibn Battuta odnotował w swoich relacjach, że odbył podróż z Dondry do Galle. Na Trójjęzycznej Płycie z początku XV wieku, zawierającej inskrypcje w językach chińskim, arabskim oraz południowoindyjskim hindi, znajduje się potwierdzenie, że port ten był regularnie odwiedzany przez kupców pochodzenia chińskiego, arabskiego oraz indyjskiego. Chińskie statki handlowe przepływające przez Cieśninę Malakka regularnie zawijały do portu w Galle w trakcie rejsów w kierunku Malabaru lub afrykańskich wybrzeży. W źródłach literackich pochodzących ze Sri Lanki, Galle opisywane jest jako rozwinięty ośrodek handlowy XV wieku. Miasto to charakteryzowało się uporządkowaną strukturą urbanistyczną, szerokimi ulicami oraz obecnością różnorodnych sklepów.
W 1505 roku flota portugalska dowodzona przez Dona Laurenco de Almeidę, zmierzająca na Malediwy, zatrzymała się w porcie Galle w celu przeczekania niekorzystnych warunków atmosferycznych. Od tego momentu Galle zaczęło pełnić rolę regularnego portu zawinięć jednostek portugalskich. Do 1588 roku Portugalczycy nie podjęli jednak budowy żadnych umocnień obronnych. Jedyną wzniesioną do tego czasu konstrukcją była Kaplica Franciszkańska, zbudowana w 1543 roku.

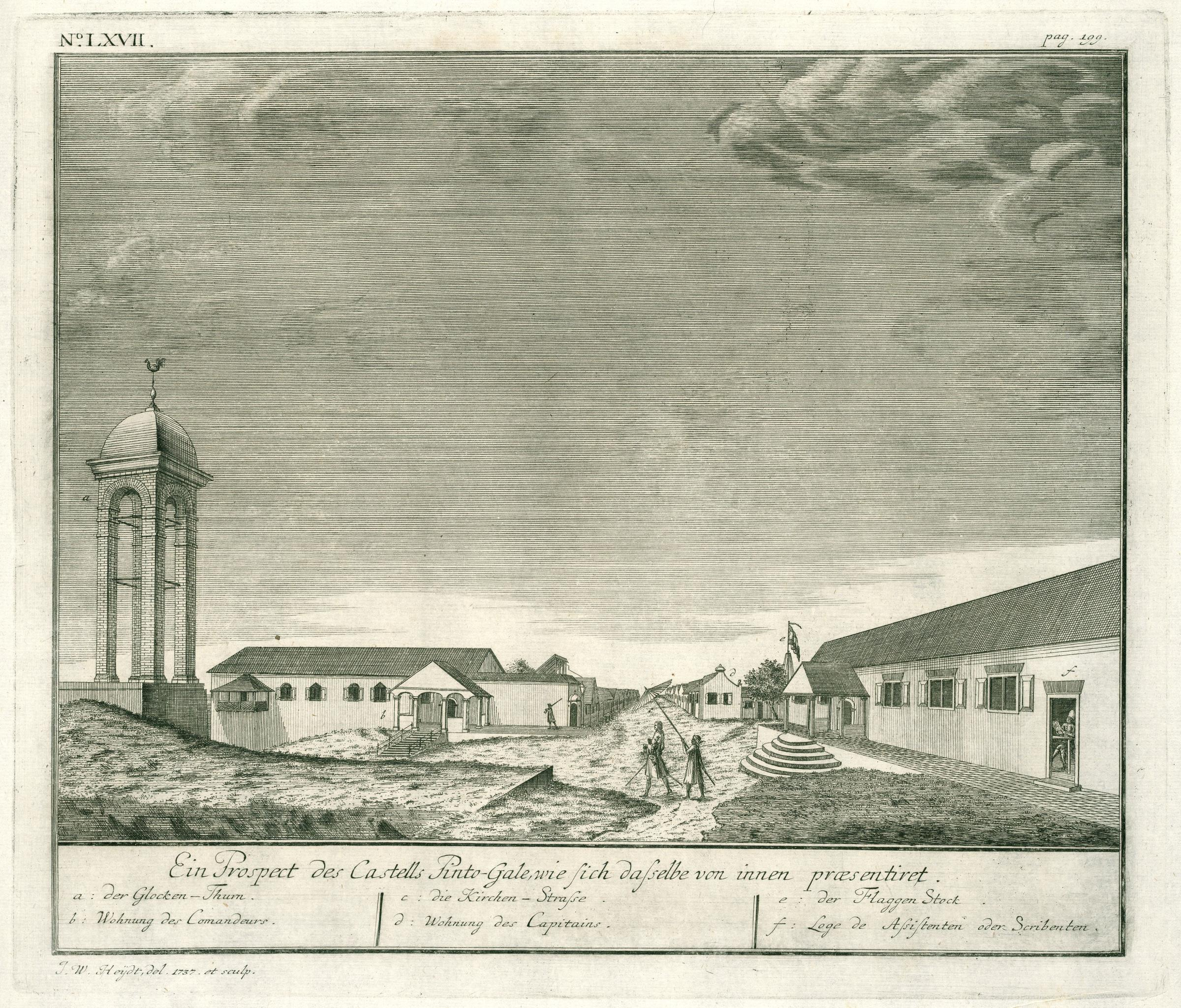
Widok na „Church Street”

### Pierwsze umocnienia
Fort Galle został założony przez Portugalczyków w 1588 roku jako ufortyfikowana osada o nazwie Santa Cruz de Gale. Struktura obronna składała się z wału wyposażonego w trzy bastiony skierowane w stronę lądu, wykonanych z ziemnych umocnień, oraz palisady od strony wybrzeża. W obrębie fortu stacjonował garnizon wojskowy. Portugalczycy opuścili Galle, przenosząc się do Kolombo, które uznawali za korzystniejsze miejsce osiedlenia. W 1588 roku zostali jednak zaatakowani przez króla Syngalezów Rajasinhę I, panującego w latach 1581–1593, co zmusiło ich do ponownego zajęcia Galle.
Mapy sporządzane przez trzy imperia kolonialne sprawujące władzę nad wyspą wskazują na stopniowe przekształcenia układu przestrzennego portu. Najstarszy wał obronny został wzniesiony przez Portugalczyków i obejmował jedynie stronę lądową fortu, nie sięgając jego wybrzeża. Od strony morza zastosowano jedynie drewnianą palisadę. Głównym celem tych umocnień była ochrona miasta przed atakami ze strony lokalnych władców syngaleskich.

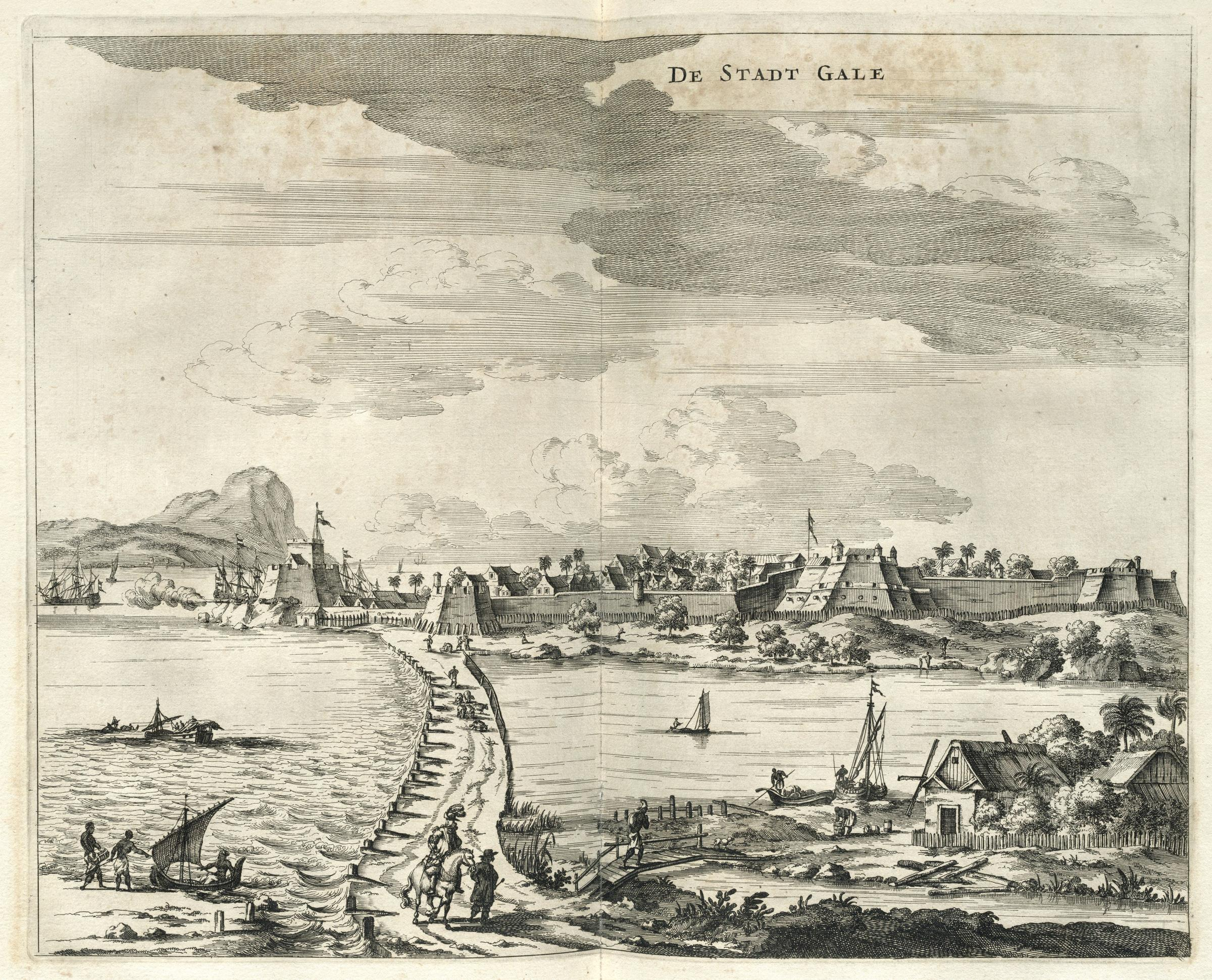
Fort Galle około 1672 roku

### Panowanie Holendrów
W XVII wieku fort został przejęty przez Holendrów, którzy w trakcie swojej kampanii wschodnioindyjskiej, działając we współpracy z królem Rajasinhą II. W 1640 roku armia składająca się z 12 holenderskich okrętów i 2000 żołnierzy przeprowadziła atak na portugalską twierdzę w Galle. Po krótkiej, lecz intensywnej bitwie, Holendrom udało się przełamać umocnienia i zdobyć kontrolę nad fortem. W wyniku walki wielu Portugalczyków zostało wziętych do niewoli. W tym okresie rywalizujące imperia kolonialne: Brytyjczycy, Francuzi, Duńczycy, Hiszpanie i Portugalczycy, starały się o dominację na oceanie, co skłoniło Holendrów do wzmocnienia umocnień fortu zarówno od strony lądowej, jak i morskiej. Port w Galle zyskał również na znaczeniu strategicznym. Holendrzy rozszerzyli mury fortu oraz wznieśli trzy bastiony, które otrzymały nazwy: Sun (Słońce), Moon (Księżyc) oraz Star (Gwiazda). Fort w tym czasie zyskał również typowy holenderski układ urbanistyczny ulic. Podczas okupacji prowincji morskich Sri Lanki przez Holendrów w latach 1640–1796, zbudowali oni 36 umocnień, z czego Galle stanowiło jedno z najważniejszych przedsięwzięć tego okresu. W obrębie fortu znajdowało się starannie zaplanowane centrum administracyjne, wyposażone we wszystkie niezbędne elementy, które umożliwiały funkcjonowanie pełnoprawnego miasta.
Fort w dużej mierze pełnił funkcję miasta mieszkalnego, z 83% jego powierzchni przeznaczoną na zabudowę mieszkaniową. Większość jego mieszkańców stanowili pracownicy Holenderskiej Kompanii Wschodnioindyjskiej oraz Holendrzy pochodzący z Niemiec, Szwecji, Francji czy Belgii, którzy byli obywatelami Zjednoczonych Prowincji Holandii i posługiwali się językiem niderlandzkim. Drogi w forcie były wąskie, a budynki charakteryzowały się dachami szczytowymi, werandami, wysokimi sufitami, masywnymi filarami oraz rzeźbionymi drewnianymi drzwiami i oknami ozdobionymi herbami. Podwórza znajdowały się z tyłu budynków. W obrębie fortu mieściły się także szpital, magazyny prochu, rezydencja gubernatora, budynki administracyjne oraz kościoły, tworząc dobrze zorganizowaną społeczność zamieszkującą miasto otoczone murami.

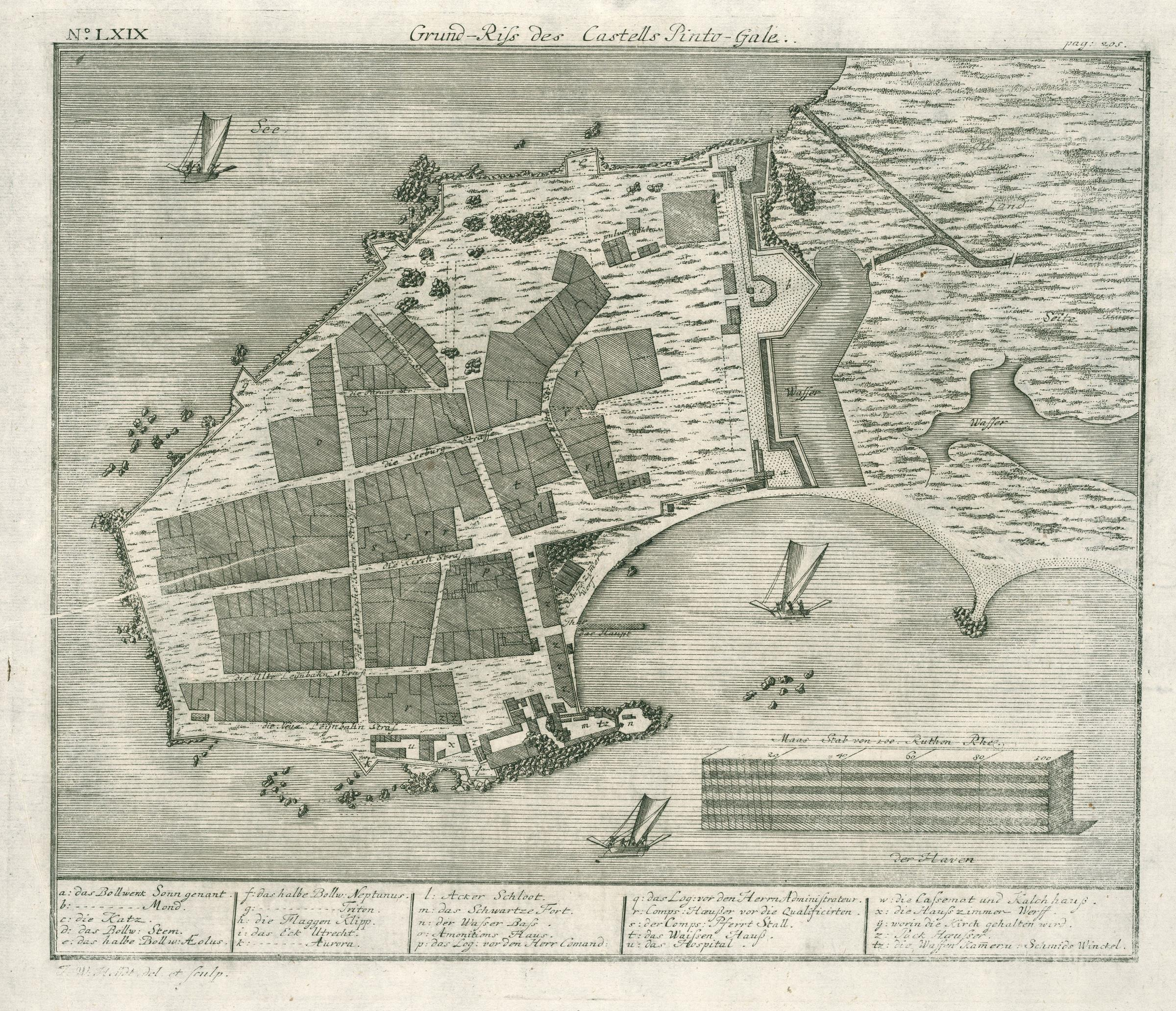
Mapa fortu około 1740 roku

### Panowanie Brytyjczyków
W 1796 roku fort został przekazany pod kontrolę Brytyjczyków. Zachował swoje znaczenie jako centrum żeglugowe, a po rozbudowie portu w Kolombo, na początku XX wieku, miasto to przejęło funkcje handlowe Galle. W XIX i na początku XX wieku fort stracił swoje znaczenie militarne. Niemniej jednak, Brytyjczycy nadal wykorzystywali fort jako swoje centrum administracyjne w południowej części wyspy.
W przeciwieństwie do Holendrów, Brytyjczycy nie niszczyli starych budynków. Te, które nie były już użyteczne, zostały przez nich zastąpione, jednak budynki z okresu holenderskiego, jeśli nadawały się do dalszego użytku, były wykorzystywane. Dzięki temu w całym kraju, w tym w Forcie Galle, zachowało się wiele przykładów architektury z czasów holenderskich i brytyjskich, podczas gdy niewiele budowli przetrwało z okresu portugalskiego.
Brytyjczycy wprowadzili szereg zmian w forcie, takich jak zamknięcie fosy, budowę nowych domów oraz latarni morskiej na bastionie Utrecht. Zrealizowali również budowę bramy pomiędzy Bastionem Moon a Bastionem Sun. Wieża, wzniesiona w 1883 roku, miała na celu uczczenie jubileuszu panowania królowej Wiktorii. Podczas II wojny światowej dodano kolejne umocnienia, które miały na celu wzmocnienie obrony fortu.

### Współczesność
Sri Lanka uzyskała niepodległość w 1948 roku, co zakończyło ponad 400-letnią historię kolonializmu na wyspie.
W 1988 roku fort został wpisany na listę światowego dziedzictwa UNESCO, co przyczyniło się do jego przekształcenia w jedną z głównych atrakcji turystycznych Sri Lanki. Na jego terenie zaczęły powstawać hotele, przedsiębiorstwa związane z turystyką oraz prywatne rezydencje. Nieruchomości te są nabywane przez zagranicznych inwestorów, głównie z Europy i Ameryki Północnej, od lokalnych mieszkańców. W rezultacie fort utracił około jedną trzecią swojej pierwotnej społeczności na rzecz osób przyjezdnych.

#### Tsunami
Miasto Galle zostało poważnie zniszczone w wyniku tsunami, które nawiedziło region 26 grudnia 2004 roku. Jednak sam fort, dzięki obecności murów obronnych oraz systemowi podziemnej kanalizacji, w dużej mierze pozostał nienaruszony. Na jego terenie nie odnotowano ofiar śmiertelnych, podczas gdy w całej Sri Lance liczba ofiar wyniosła około 30 tysięcy. Woda wdarła się do fortu z trzech różnych kierunków, powodując częściowe uszkodzenia muru obronnego w kilku miejscach. Zniszczeniu uległo również Laboratorium Archeologii Morskiej, z którego część eksponatów została porwana przez fale do oceanu. W dwóch miejscach doszło do zapadnięcia się linii kanalizacyjnej. Budynki znajdujące się wewnątrz fortu nie doznały poważnych zniszczeń, ograniczając się jedynie do drobnych uszkodzeń. Znacznemu zniszczeniu uległy natomiast liczne budynki wzniesione nielegalnie w strefie buforowej poza murami fortu. Według relacji mieszkańców, po wydarzeniach związanych z tsunami fort zaczął przyciągać zwiększoną liczbę turystów, postrzegany jako „bezpieczne miejsce”. Miało to długofalowy, korzystny wpływ na lokalną gospodarkę fortu.

#### Gentryfikacja
Wywiady przeprowadzone z mieszkańcami w 2016 roku wykazały, że przed wpisaniem fortu na listę światowego dziedzictwa nie istniało większe zainteresowanie starszymi budynkami znajdującymi się na jego terenie. Obiekty te wymagały kosztownych remontów i charakteryzowały się licznymi usterkami, takimi jak przeciekające dachy, szczególnie uciążliwe w czasie monsunu. Część większych budynków była częściowo zniszczona, co sprawiało, że stanowiły one finansowe obciążenie dla właścicieli. Zmiana sytuacji rozpoczęła się pod koniec lat 90., kiedy zagraniczni inwestorzy zaczęli stopniowo interesować się nieruchomościami położonymi na terenie fortu. Wartość gruntu w Forcie Galle, która w 1992 roku była porównywalna z cenami działek w innych częściach miasta i wynosiła około 25 000 LKR za działkę o powierzchni jednego percha (25,29 m²), wzrosła ośmiokrotnie do roku 2000.
We wczesnych latach 2000. nastąpił wzrost zainteresowania nieruchomościami położonymi w forcie ze strony zagranicznych inwestorów. Zjawisko to było wynikiem tymczasowego zniesienia przez władze, w latach 2002–2004, 100% podatku od nieruchomości nabywanych przez cudzoziemców, a także wdrożenia nowych przepisów budowlanych, które ułatwiały realizację inwestycji. Lokalni mieszkańcy, nieprzewidujący wówczas przyszłego potencjału turystycznego fortu, chętnie zbywali swoje nieruchomości, które wcześniej stanowiły dla nich często obciążenie finansowe z uwagi na zły stan techniczny i konieczność kosztownych napraw.
Na terenie fortu rozpoczęto zakładanie butikowych hoteli. Pierwszy tego typu obiekt powstał z inicjatywy australijskiego inwestora Karla Steinberga, który przeprowadził renowację wiktoriańskiego domu z okresu kolonialnego. Odrestaurowany budynek stał się jednym z najważniejszych przykładów tego typu działalności w całym mieście. Zgodnie z relacjami mieszkańców, powstanie pierwszego butikowego hotelu stało się impulsem do dalszego rozwoju tego rodzaju działalności w mieście. W kolejnych latach liczba takich obiektów znacząco wzrosła. Odnotowano również przypadki niezgodnych z przepisami przekształceń, takich jak zamienianie wewnętrznych dziedzińców w baseny. W rozwój infrastruktury turystycznej, oprócz zagranicznych inwestorów, zaangażowali się również krajowi przedsiębiorcy, głównie pochodzący z Kolombo.
W początkowych latach 2000. sprzedaż nieruchomości w forcie nie przynosiła właścicielom tak dużych zysków, jak miało to miejsce w późniejszych latach. Przeciętna posiadłość znajdująca się przy jednej z trzech głównych ulic była wyceniana na około 3,5 miliona LKR, co stanowiło kwotę niewystarczającą nawet na zakup domu na przedmieściach stolicy Sri Lanki. Sytuacja ta uległa zmianie około połowy lat 2010. Tsunami z 2004 roku przyczyniło się do wzrostu atrakcyjności fortu, ponieważ obiekt niemal nie ucierpiał w wyniku katastrofy, co sprawiło, że został uznany za bezpieczne miejsce. W tym okresie wzrosła zarówno wartość dziedzictwa fortu, jak i jego atrakcyjność turystyczna. W 2007 roku wartość gruntu w forcie wzrosła do 1 miliona LKR za perch. W tym okresie, obok przedsiębiorców, zaczęli inwestować także sportowcy, artyści oraz wpływowi politycy. Skutkiem wzrostu inwestycji była coraz większa liczba sprzedawanych nieruchomości, co prowadziło do wyprowadzki wielu zwykłych mieszkańców. W rezultacie działalność turystyczna w forcie zaczęła rozwijać się także dzięki lokalnym rodzinom, które zaczęły inwestować w ten sektor.
W 2015 roku wartość gruntu w forcie osiągnęła 10 milionów LKR za perch, a w ciągu kolejnych pięciu lat wzrosła dwukrotnie, osiągając 20 milionów LKR. Szybki wzrost cen gruntów spowodował, że wynajem lub dzierżawa nieruchomości stały się bardziej opłacalne niż ich sprzedaż. Bezpośrednie inwestycje zagraniczne (FDI) rosły w takim tempie, że w połowie 2016 roku 16% wszystkich budynków w forcie (78 z 493) należało lub było dzierżawionych przez zagraniczne firmy lub osoby prywatne. W wyniku zachodzących zmian pierwotna architektura fortu, łącząca elementy kolonialne z lokalnymi, zaczęła stopniowo zanikać. W jej miejsce powoli zaczęła dominować nowoczesna architektura, charakterystyczna dla tropikalnych resortów.
W wyniku procesu gentryfikacji liczba mieszkańców fortu znacząco spadła – z blisko 3 tysięcy w 1981 roku do około 1 tysiąca w 2012 roku. Mimo pełnienia przez fort funkcji administracyjnych oraz obecności wielu budynków rządowych, w 1988 roku przeważającą część budynków stanowiły prywatne domy, których odsetek wynosił 72%. Do 2016 roku wskaźnik ten zmniejszył się do 32%.
Zgodnie z relacjami mieszkańców fortu, przed wpisaniem obiektu na listę dziedzictwa, charakterystyczny dla starego miasta ścisły układ urbanistyczny sprzyjał bliskim relacjom międzysąsiedzkim. Jednak po 1988 roku, zmiany w strukturze społecznej i urbanistycznej doprowadziły do osłabienia tych więzi. Wiele starszych osób dostrzegała rosnące wyobcowanie wśród miejscowej ludności.
Od momentu wpisania fortu na listę dziedzictwa, do 2016 roku, 34% fasad budynków zostało zmienionych, a ponad 75% obiektów uległo różnym modyfikacjom. Do początku lat 2000 w Galle Fort istniała różnorodna sieć lokalnych sklepów oraz mniejszych przedsiębiorstw, które obsługiwały społeczność lokalną, dostarczając towary i usługi. Jednak do połowy lat 2010 nastąpił ich zanik, zastąpiony przez firmy skoncentrowane na turystyce, które stały się głównym źródłem dochodów fortu.
W momencie nadania statusu Światowego Dziedzictwa, budynki komercyjne stanowiły 17% całkowitej zabudowy Fortu Galle. Do 2016 roku ich liczba wzrosła do 35%, a obiekty pełniące funkcje zarówno mieszkalne, jak i komercyjne, zwiększyły swój udział z 1% do 20%. Ulice, które wcześniej dominowały w charakterze mieszkaniowym, przekształciły się w główne ulice handlowe, co przyczyniło się do nasilenia procesów komercyjnej gentryfikacji. W 2016 roku Galle Fort dysponowało 97 miejscami noclegowymi dla turystów (z wyłączeniem pensjonatów), co stanowiło 20% wszystkich budynków w tym obszarze. Przed uzyskaniem statusu Światowego Dziedzictwa liczba sklepów z biżuterią wynosiła mniej niż pięć, natomiast do 2016 roku wzrosła do ponad 50. W mieście funkcjonowało także 25 restauracji i kawiarni oraz podobna liczba sklepów oferujących pamiątki, antyki i dzieła sztuki. Z przeprowadzonych badań wynika, że ponad połowa budynków, które były badane w 1992 roku, zaczęła pełnić funkcje związane z turystyką do 2016 roku. W tym samym okresie prawie połowa zarejestrowanych kamienic stała się obiektami wykorzystywanymi turystycznie, podczas gdy tylko około 15 budynków pozostało w użyciu do celów komercyjnych niezwiązanych z turystyką.

Zjawisko gentryfikacji, choć wiązało się z intensyfikacją komercjalizacji, nie przyniosło mieszkańcom wymiernych korzyści społecznych. Niemniej jednak, miało ono pozytywny wpływ na poprawę jakości życia, zwłaszcza wśród osób, które zdecydowały się na rozwój działalności turystycznej. Mieszkańcy fortu, którzy przed uzyskaniem statusu Światowego Dziedzictwa byli zatrudnieni w różnych branżach, stopniowo przystosowywali się do nowych warunków, podejmując działalność turystyczną w swoich domach. 

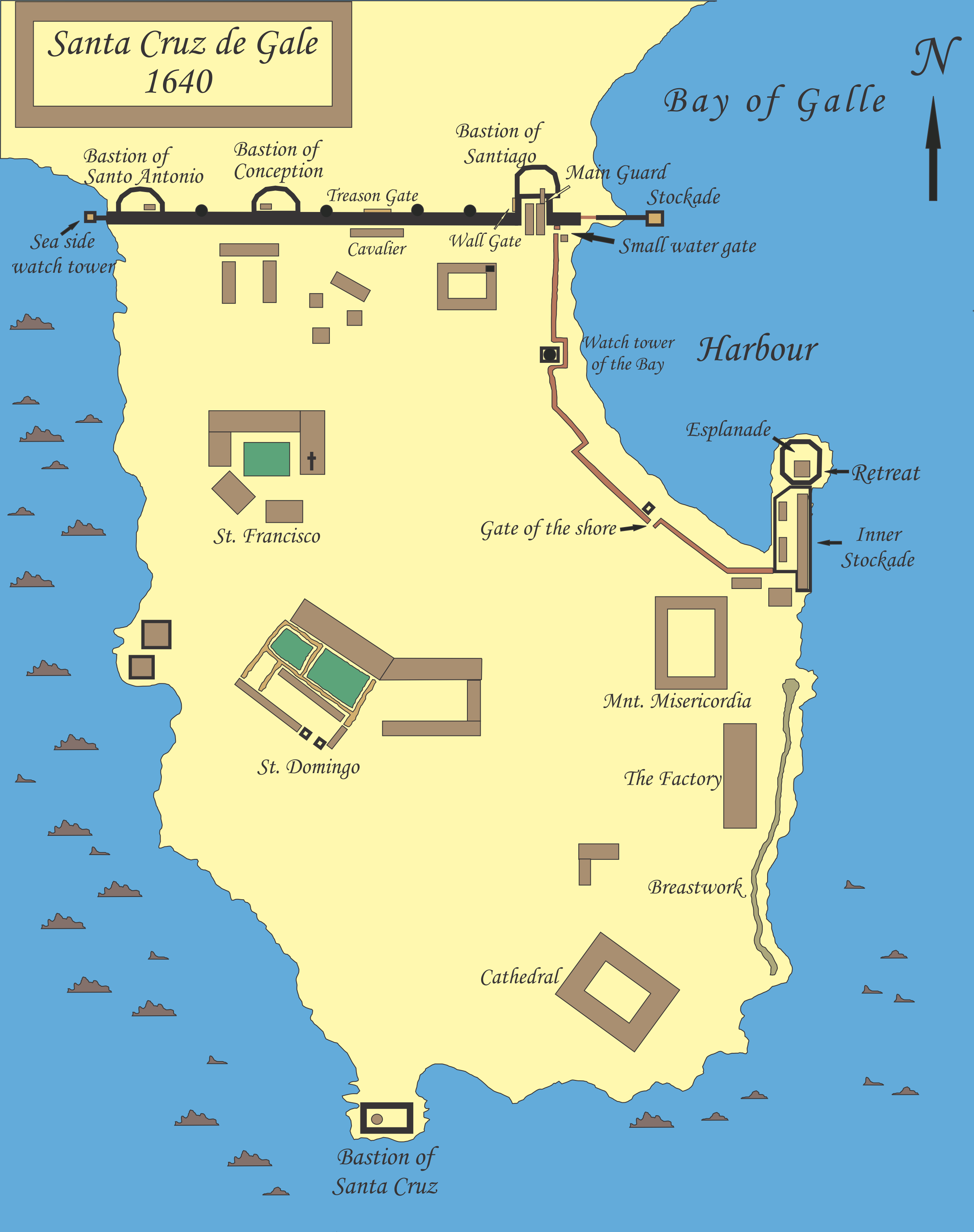
Mapa Santa Cruz de Gale z 1640 roku

## Architektura i urbanistyka
Układ urbanistyczny miasta oparty jest na charakterystycznym dla Holendrów prostokątnym systemie podziału przestrzeni na bloki zabudowy, z wąskimi ulicami ustawionymi równolegle do wałów fortecznych, oraz zwartą zabudową. Do typowych elementów należą domy z wąskimi fasadami zwróconymi ku ulicy, werandy wsparte na smukłych kolumnach oraz dziedzińce wewnętrzne. Rozwiązania te stanowią połączenie europejskich wzorców architektonicznych z lokalnymi technikami budowlanymi oraz uwarunkowaniami klimatycznymi. W obrębie fortu znajdują się również liczne historyczne kościoły, meczety, budynki handlowe i rządowe. 

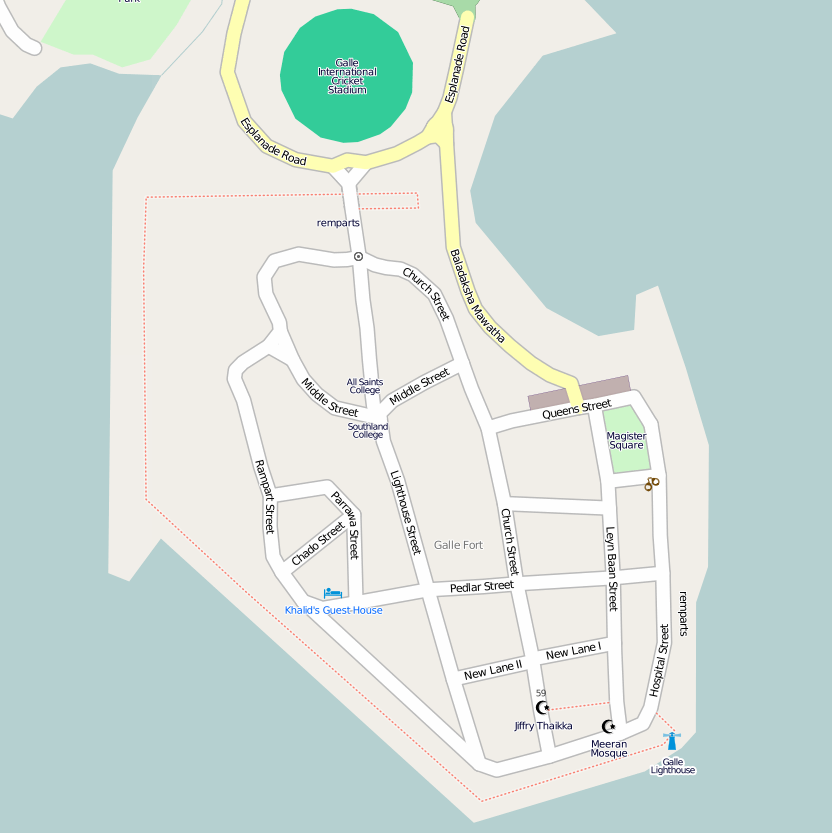
Współczesny układ ulic

W skład zespołu urbanistycznego wchodzą również budynki publiczne i administracyjne o cechach architektury kolonialnej, wkomponowane w istniejącą tkankę miejską z zachowaniem lokalnej skali oraz estetyki. Mury obronne i bastiony rozmieszczone są w sposób nieregularny, dostosowany do naturalnego ukształtowania terenu. Do ich budowy wykorzystywano między innymi koral oraz granit.
Unikalnym elementem obiektu jest oryginalny system kanalizacyjny z XVII wieku, poprowadzony na głębokości 3–4 metrów pod ziemią, który wykorzystuje przypływy morskie do oczyszczania kanałów. System ten jest częściowo funkcjonalny do dziś.
Fort zajmuje powierzchnię ponad 100 akrów, a jego mury obronne obejmują obwód o długości 2,4 kilometra.

### Fortyfikacje

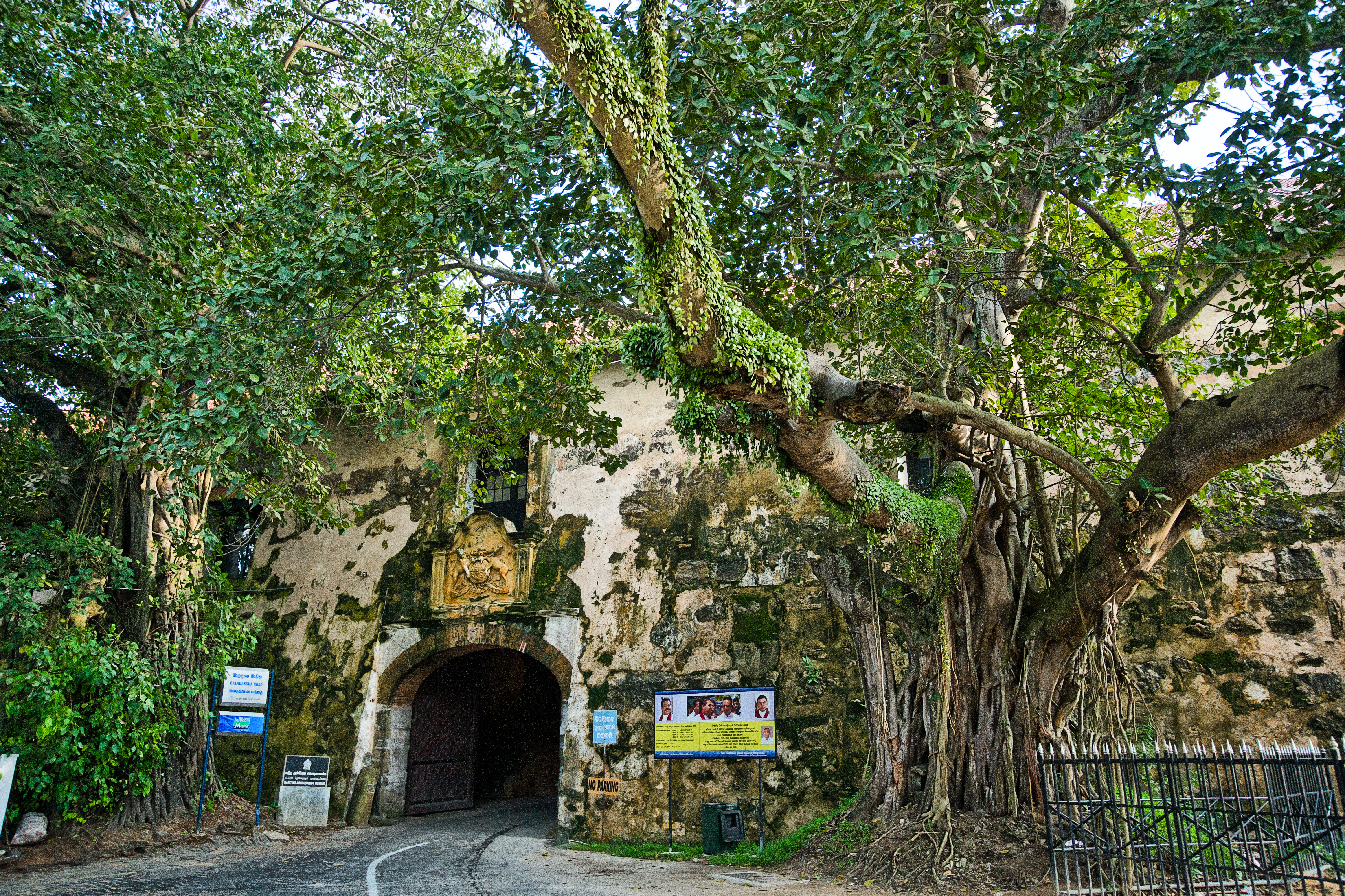
Stara Brama

Fort otoczony jest murami obronnymi wykonanymi z granitu, pochodzącymi z okresu kolonialnego. W jego obrębie znajdują się liczne bastiony, tunele i magazyny prochowe, oraz lochy. 

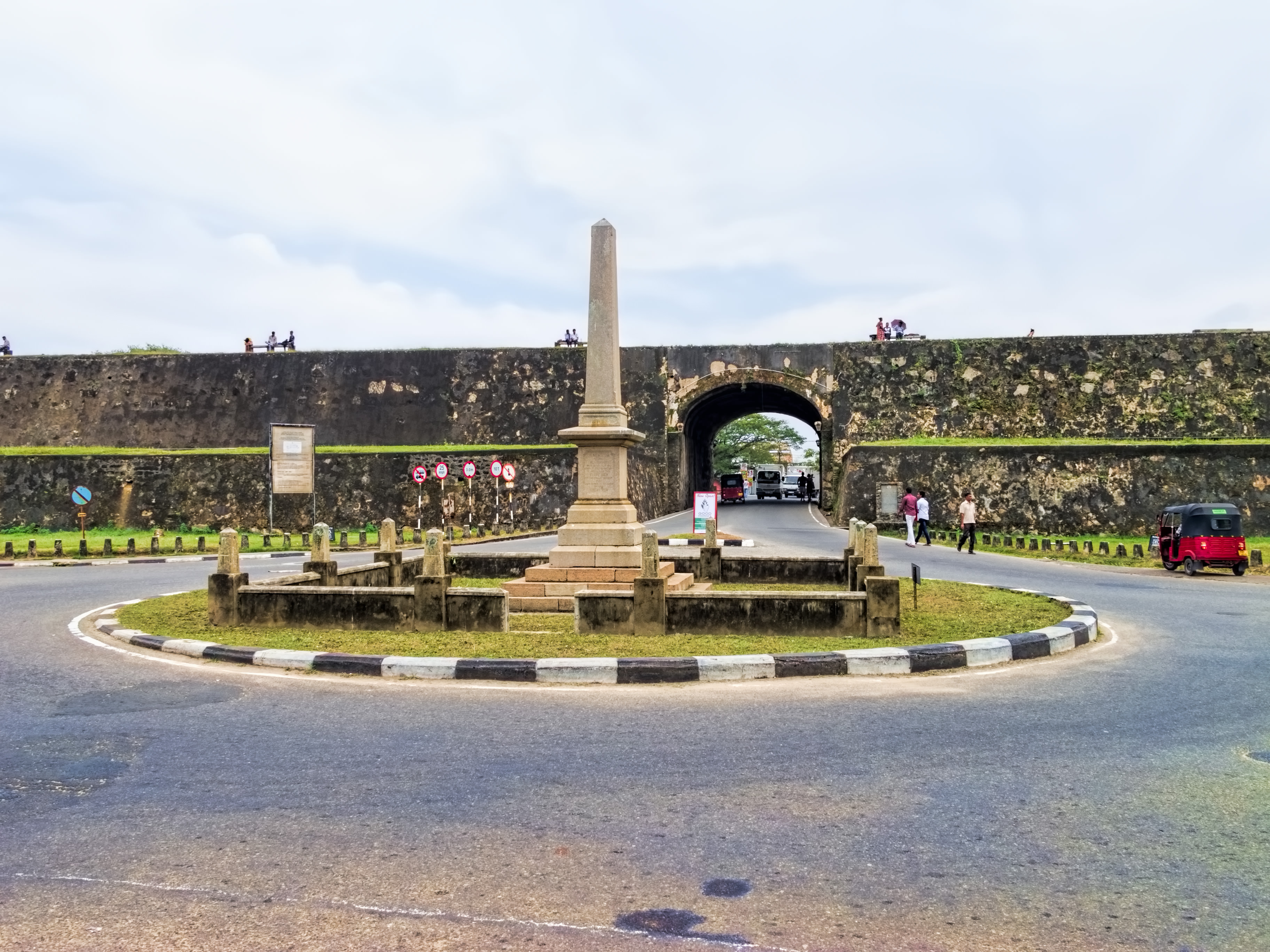
Główna Brama

#### Bramy
W forcie znajdują się dwie bramy.
Najstarsza z bram fortu została ukończona przez Holendrów w 1669 roku. Wówczas była chroniona przez most zwodzony i rów. Brama znajduje się na południowym końcu ulicy Baladaksha Mawatha. Nad wejściem umieszczono herb Holenderskiej Kompanii Wschodnioindyjskiej (niderl. Vereenigde Oostindische Compagnie, VOC), przedstawiający relief z kogutem na skale nad tarczą z literami VOC, flankowaną przez dwa lwy. Na dole widniała inskrypcja ANNO MDCLXIX (Rok 1669). Po przejęciu fortu przez Brytyjczyków w 1796 roku, przenieśli oni herb VOC na wewnętrzną stronę bramy i zastąpili go herbem króla Jerzego III, pozostawiając kamień datowany na 1668 rok oraz mały herb VOC w tym samym miejscu.
Nad bramą portową znajduje się, wytłoczony w łuku, herb Wielkiej Brytanii. Brytyjski królewski herb przedstawia angielskiego lwa i szkockiego jednorożca, które trzymają okrągłą tarczę z czterema symbolami różnych części Zjednoczonego Królestwa. Krawędź tarczy ozdobiona jest wstęgą z hasłem Honi soit qui mal y pense (pol. Hańba temu, kto źle myśli). Nad tarczą znajduje się korona królewska, a poniżej wstęga z mottem brytyjskiego suwerena: Dieu et mon droit (Bóg i moje prawo).
Nowa główna brama w północnej części fortyfikacji, pomiędzy Bastionem Moon a Bastionem Sun, została otwarta w 1873 roku. Brama ta stała się konieczna, gdy Galle zostało centrum administracyjnym południowej części Cejlonu.

#### Bastiony
Wzdłuż fortyfikacji, od Bastionu Triton do Głównej Bramy, znajduje się łącznie 14 bastionów. Są to w języku angielskim: Bastiony Sun, Moon, Star, Zwart, Akersloot, Aurora, Point Utrecht, Triton, Neptune, Clippenburg, Flagrock, Aeolus, Fishmark i Commandment.

Najstarszy bastion, znany jako Zwart Bastion, został zbudowany przez Portugalczyków. Wschodnia część fortu kończy się Bastionem Point Utrecht, w którym znajduje się także dom prochowy. W 1938 roku wzniesiono tam latarnię morską Galle o wysokości 18 metrów. Kolejny odcinek muru fortu to miejsce Bastionu Flagrock, który pełnił rolę stacji sygnalizacyjnej ostrzegającej statki wchodzące do portu przed niebezpiecznymi skalistymi odcinkami zatoki. Statki były ostrzegane przez strzały z muszkietów oddawane z wyspy, znajdującej się w pobliżu Flagrock. Dalej wzdłuż murów fortu znajduje się Bastion Triton, gdzie wiatrak pompował wodę z morza, aby spryskiwać zakurzone ulice miasta; jest to również punkt widokowy, z którego można podziwiać zachody słońca.

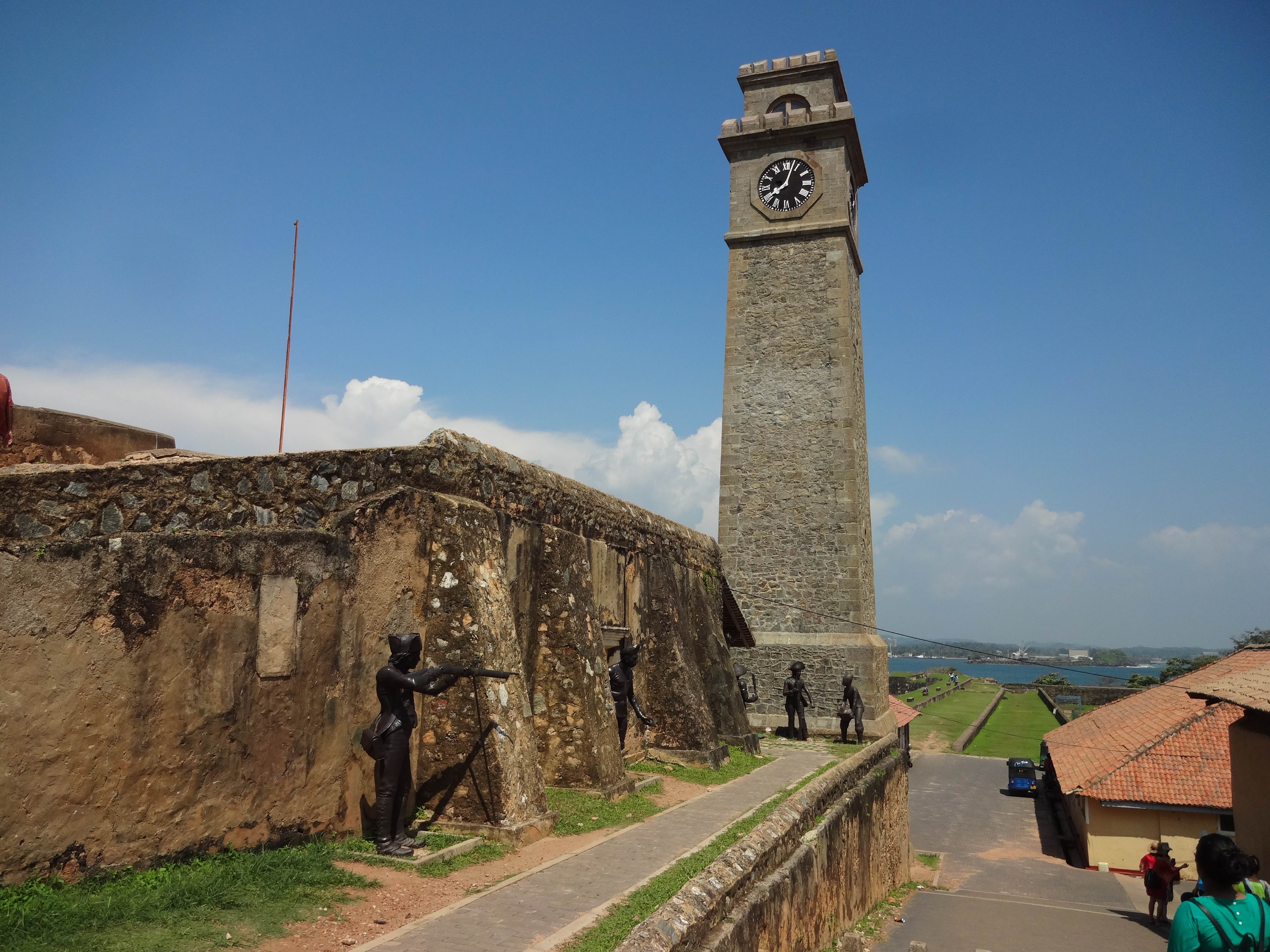
Bastion Moon z wieżą zegarową
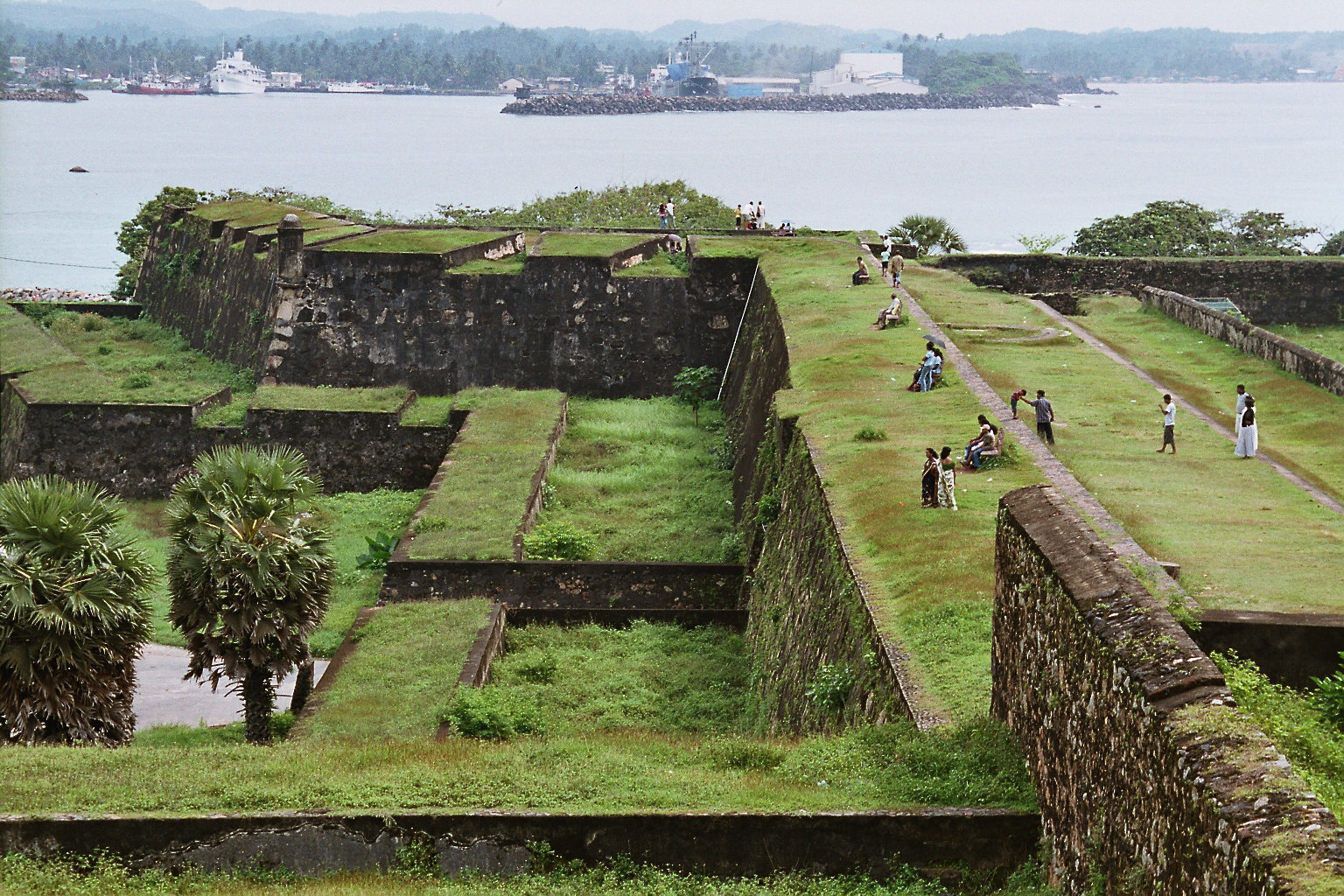
Widok na Bastion Sun od zachodu
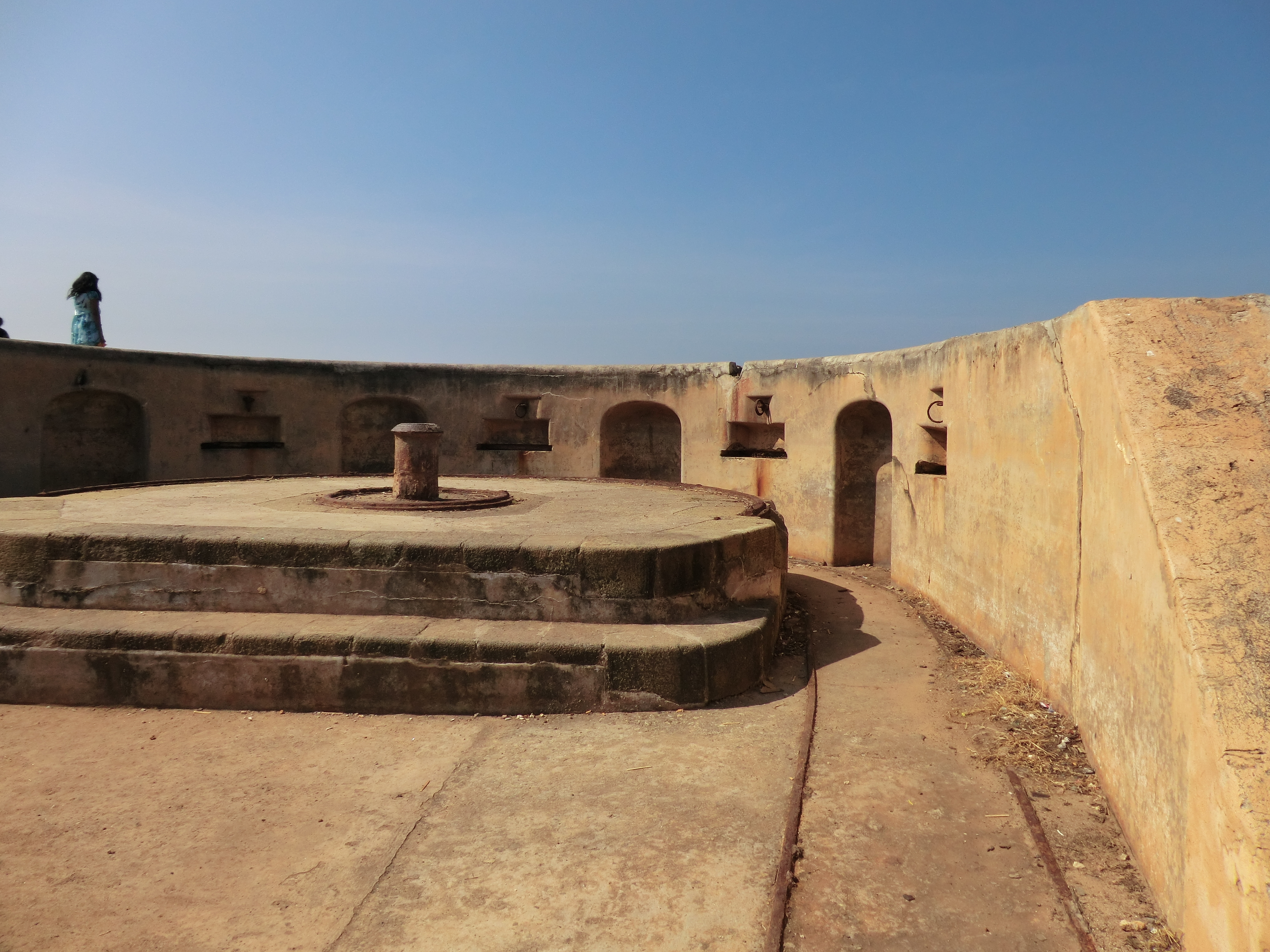
Bastion Triton
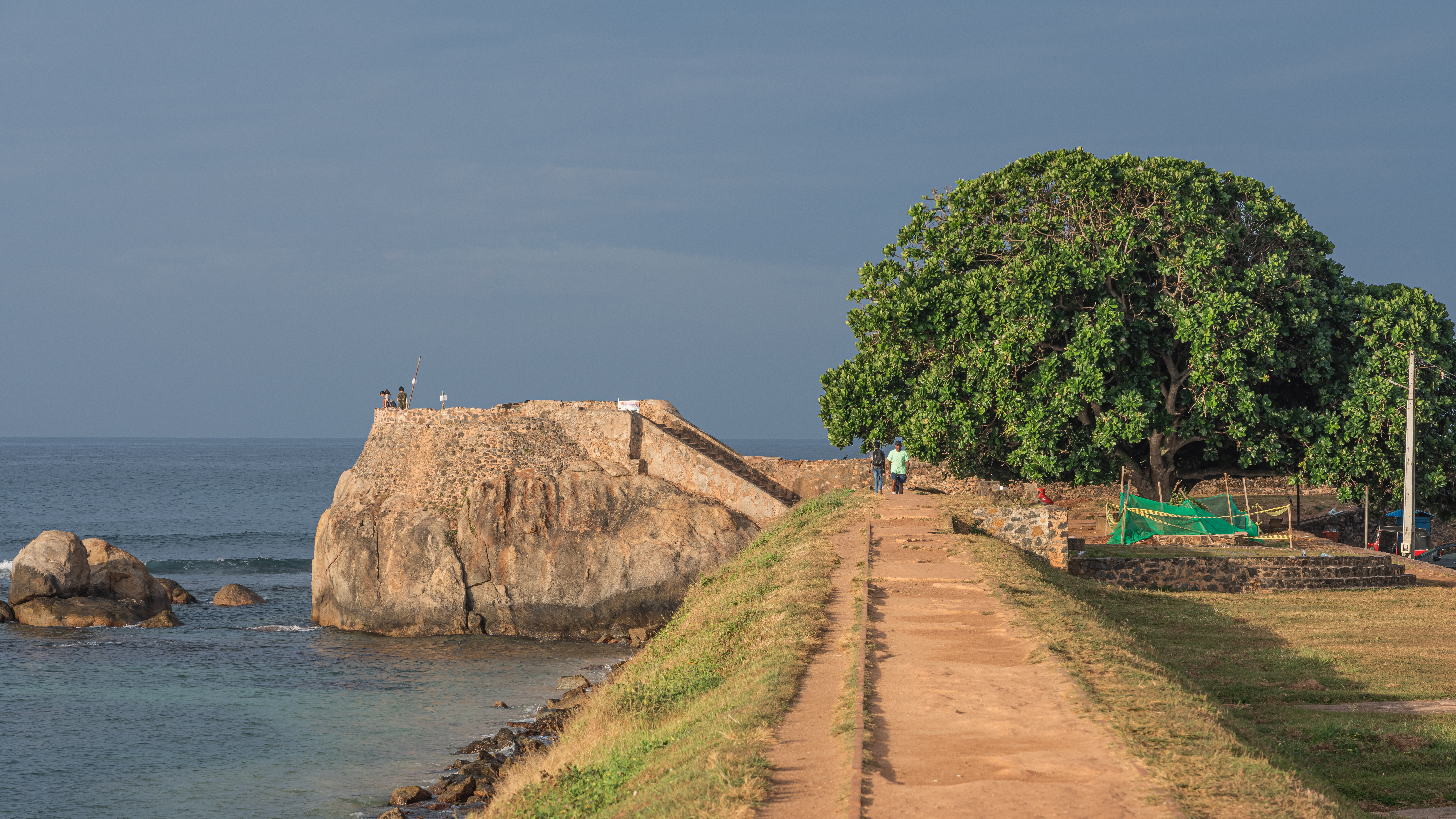
Widok na wybrzeże oraz Bastion Flagrock

## Demografia
W przeszłości fort Galle był częściowo zamieszkiwany przez lokalną ludność, a w okresie kolonialnym również mieszkały i pracowały tam różne miejscowe grupy etniczne, którzy pełnili rolę robotników. W XX wieku znaczną część populacji stanowili burgersi, oraz osoby o mieszanym europejsko-lokalnym pochodzeniu. Po ich emigracjach z Fortu oraz Sri Lanki w latach 60. i 70., obszar ten zaczął być zasiedlany przez muzułmanów, Tamilów oraz Syngalezów.
Współcześnie Fort Galle, pełniący funkcję starówki miasta, jest zamieszkiwany przez wieloetniczną społeczność, zróżnicowaną pod względem kulturowym, religijnym oraz językowym. 59% mieszkańców stanowili muzułmanie, 39% Syngalezi, a około 1% mieszkańców pochodził z innych grup etnicznych, w tym Tamilów. Struktura klasowa Fortu Galle była również zróżnicowana. Większość właścicieli nieruchomości pochodziła z klasy średniej lub niższej klasy średniej. Różnice etniczne były widoczne także wewnątrz poszczególnych grup, na przykład pomiędzy Tamilami z północy a tymi pochodzącymi z centralnych wyżyn kraju, czy też pomiędzy muzułmanami o arabskich korzeniach a tymi, którzy mieli pochodzenie indyjskie.
Poza lokalnymi mieszkańcami, wiele nieruchomości w Forcie Galle należy do zagranicznych inwestorów, rezydentów oraz właścicieli hoteli, którzy pochodzą lub mieszkają w różnych krajach, takich jak Australia, Nowa Zelandia, RPA czy USA. Niemniej jednak, większość z tych właścicieli to Europejczycy, w szczególności Brytyjczycy. Oprócz mieszkańców i przyjezdnych, w Forcie Galle przebywają również administratorzy miasta, konserwatorzy zabytków oraz architekci odpowiedzialni za ochronę dziedzictwa fortu. Wielu z nich współpracuje z międzynarodowymi instytucjami konserwatorskimi, takimi jak ICOMOS (Międzynarodowa Rada ds. Zabytków i Miejsc).

### Po wpisaniu na listę światowego dziedzictwa
Jednym z głównych skutków wpisania Fortu Galle na listę światowego dziedzictwa UNESCO w 1988 roku był stopniowy proces gentryfikacji, który przyczynił się do zmniejszenia liczby lokalnej ludności fortu. W 1981 roku, siedem lat przed nadaniem statusu światowego dziedzictwa, populacja wynosiła 2703 osoby. W 2001 roku spadła do 1 987, a w 2012 roku wyniosła już tylko 1068 osób.

## Znaczenie kulturowe i ochrona zabytku

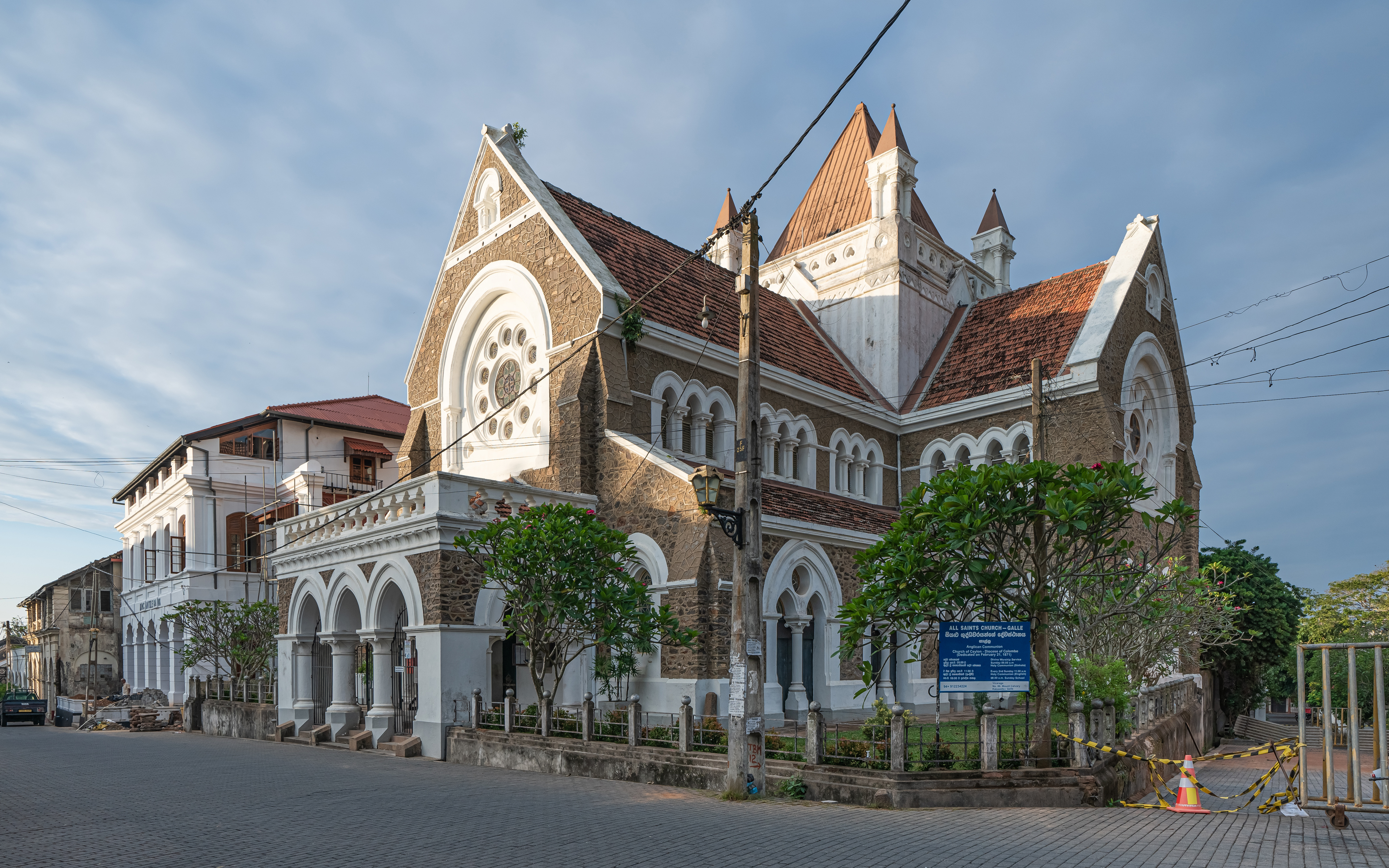
Odrestaurowany Kościół Wszystkich Świętych w Forcie Galle

W 1940 roku przedstawiono projekt ustawy prywatnych członków w Radzie Państwowej. Dzięki tej ustawie, ochrona fortu stała się odpowiedzialnością Departamentu Archeologii na mocy Ordynacji o Zabytkach. Ordynacja o Planowaniu Miejskim i Wiejskim z 1946 roku obejmowała wszystkie inwestycje w obszarach miejskich, jednak nie miała wystarczającej mocy, aby powstrzymać nieodpowiedni rozwój w rejonach historycznych miejsc. Prawo o Rozwoju Miejskim, które powstało jako dodatek do Ordynacji o Planowaniu Miejskim i Wiejskim, jedynie przyspieszyło zniszczenie historycznych nieruchomości.
Departament Archeologii napotkał ogromne trudności w utrzymaniu nadzoru nad tak rozległym obszarem, a w obliczu presji ze strony nieprzychylnych sektorów prywatnego i państwowego, teren szybko ulegał degradacji. W latach osiemdziesiątych, przy wsparciu konserwatorów, architektów, archeologów, historyków oraz sympatyków obiektów zabytkowych, departament stworzył zjednoczoną grupę na rzecz szerszego uznania Fortu Galle. To właśnie ta grupa stanęła na czołówce działań mających na celu uzyskanie statusu Światowego Dziedzictwa dla tego miejsca w 1988 roku. Rezultatem tej szeroko zakrojonej kampanii świadomości publicznej było uchwalenie Ustawy o Fundacji Dziedzictwa Galle w Parlamencie. Jedną z wyjątkowych cech tej ustawy było to, że wszyscy interesariusze oraz profesjonalne organizacje, a także przedstawiciele mieszkańców i innych zainteresowanych stron, stali się aktywnymi członkami fundacji, której celem było „promowanie ochrony, zachowania i rozwoju Twierdzy Galle”. Fundacja uzyskała również szerokie uprawnienia, w tym możliwość posiadania i zarządzania nieruchomościami, a także ich zbywania w obrębie wyznaczonego obszaru.
W 1988 roku UNESCO ogłosiło Fort Galle miejscem Światowego Dziedzictwa. Od tego czasu fort stał się popularną atrakcją turystyczną, co doprowadziło do procesu gentryfikacji. Różne instytucje państwowe pracują nad zachowaniem pierwotnej, kolonialnej architektury fortu oraz nad egzekwowaniem surowych przepisów budowlanych. Wprowadzenie zmian w zabytkowej architekturze, mających na celu dostosowanie miejsca do potrzeb turystyki, stało się źródłem konfliktu pomiędzy mieszkańcami a zarządcami dziedzictwa.
Fort Galle jest najlepiej zachowanym miastem warownym na Sri Lance oraz pierwszym kolonialnym obiektem w Azji, który został wpisany na listę światowego dziedzictwa. Podczas wpisania na listę, fort spełnił kryterium IV, czyli „wybitny przykład typu budowli, zespołu architektonicznego lub technologicznego albo krajobrazu, który ilustruje znaczący etap lub etapy w historii ludzkości”.
Według UNESCO, cały zespół urbanistyczny Galle stanowi przykład adaptacji europejskiej architektury do realiów azjatyckich w okresie ekspansji kolonialnej. Zastosowanie lokalnych materiałów budowlanych, dostosowanie wymiarów konstrukcji do regionalnych jednostek miary oraz elementy architektury, które uwzględniają klimat i tradycje, świadczą o głębokim procesie akulturacji.
Obszar Starego Miasta wraz z fortyfikacjami zachował wysoki stopień integralności i autentyczności. Oryginalne cechy układu urbanistycznego, formy architektoniczne, materiały oraz techniki budowy zostały zachowane. Choć obiekt utracił pierwotną funkcję militarną, wciąż pełni funkcje mieszkalne oraz administracyjne.
W 1994 roku powołano Fundację Dziedzictwa Galle, której celem jest skoordynowanie działań konserwatorskich oraz zarządzanie obszarem z udziałem różnych instytucji, w tym Departamentu Archeologii i Urzędu Rozwoju Urbanistycznego. Głównym wyzwaniem tych instytucji jest utrzymanie wartości kulturowej obiektu, przy jednoczesnym dostosowywaniu go do współczesnych potrzeb mieszkańców, którzy dostosowują swoje nieruchomości do współczesnych potrzeb. W obrębie fortu powstał również meczet, który wyróżnia się na tle innych budynków, sufickie loże oraz świątynia buddyjska. Władze miasta podejmują działania mające na celu ograniczenie modyfikacji budynków oraz dążą do przywrócenia kamienicom pierwotnego wyglądu z czasów kolonii holenderskiej.
W 1992 roku Departament Archeologii opracował pierwszy Plan Rozwoju, który zawierał szczegółowe rysunki wszystkich historycznych budynków wewnątrz twierdzy oraz układ uliczny. Dokument ten stanowił cenne źródło, jednak jego realizacja napotkała trudności z powodu braku współpracy innych interesariuszy. Dodatkowo, zasoby potrzebne do wprowadzenia planu w życie były zbyt ograniczone, a Fundacja Dziedzictwa Galle jeszcze nie ustabilizowała swojej roli jako agencja wykonawcza. W grudniu 1998 roku Misja Monitorująca ICOMOS, która odwiedziła Galle, wyraziła krytykę wobec postępów prac, mimo wystarczających zasobów logistycznych. Pod koniec lat dziewięćdziesiątych, ICOMOS Sri Lanka podjął współpracę z Departamentem Archeologii oraz Urządem Rozwoju Urbanistycznego w celu opracowania strategii ochrony fortu. W tym czasie rząd Holandii wyraził zainteresowanie wsparciem Sri Lanki w badaniach podwodnych wraków w porcie Galle. W odpowiedzi na te działania, ICOMOS Sri Lanka przygotował nowy Plan Rozwoju dla Twierdzy Galle, który został zatwierdzony przez wszystkie władze państwowe oraz misję monitorującą ICOMOS w 2002 roku.
W 2009 roku Urząd Rozwoju Urbanistycznego wprowadził specjalne przepisy dotyczące planowania i budownictwa dla Fortu Galle, mające na celu ochronę kolonialnej architektury twierdzy. Rozwój w obrębie fortu jest ściśle regulowany przez podkomitet planowania, który składa się z przedstawicieli instytucji zajmujących się dziedzictwem, a jego przewodnictwo sprawuje Urząd Rozwoju Urbanistycznego. Dodatkowo, architektura kolonialna jest chroniona na mocy Ustawy o Zabytkach (Nr 9 z 1940 roku oraz jej późniejszych poprawek), będącej aktem prawnym wydanym przez Departament Archeologii.
„Zintegrowany Plan Zarządzania” z 2015 roku, wdrożony przez państwo, nie uwzględnił gentryfikacji jako bezpośredniego zagrożenia dla historycznego obiektu.
W wyniku gentryfikacji, hybrydowa architektura domów mieszkalnych, łącząca lokalne i kolonialne elementy, zaczęła stopniowo zanikać, pomimo że wiele projektów było zgodnych z przepisami z 2009 roku. Proces gentryfikacji doprowadził również do znaczącego spadku liczby mieszkańców, co stanowi poważne zagrożenie dla utrzymania statusu miasta jako dziedzictwa kulturowego.